# Onogawa Kisaburo

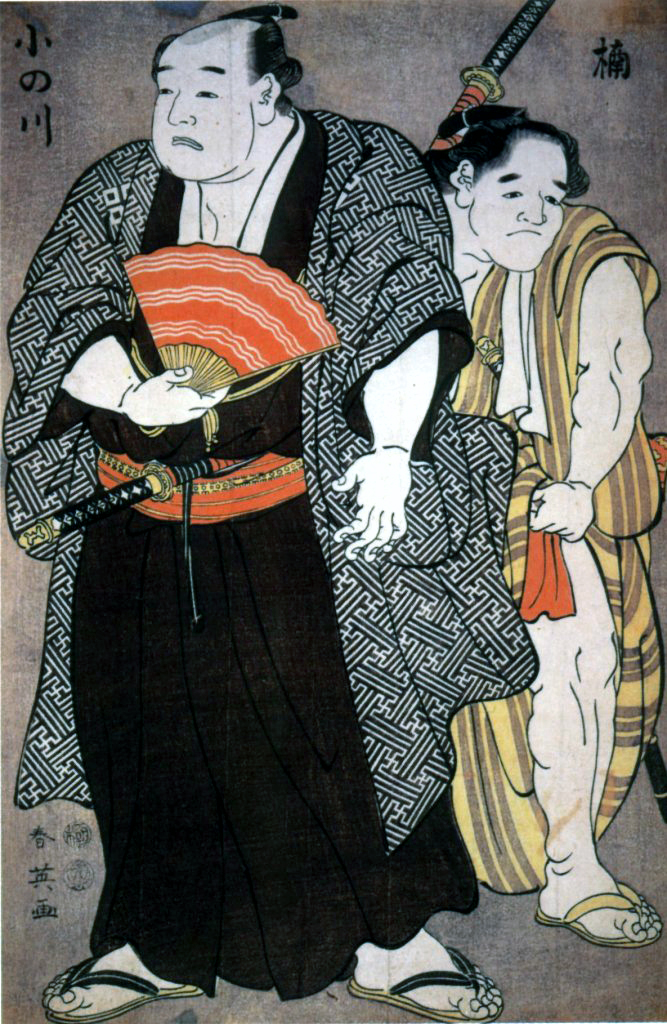
Onogawa und ein Begleiter, Holzschnitt aus dem 19. Jahrhundert.

Onogawa Kisaburo, jap. 小野川 喜三郎, eigentlich: Kawamura Kisaburō (川村 喜三郎; * 1758 in der Präfektur Shiga; † 30. April 1806) war ein japanischer Sumōringer der späten Edo-Zeit. Er gehört zu den beiden frühesten historisch belegten Yokozuna und gilt bis heute offiziell als fünfter Inhaber dieses Ranges.
Wie Tanikaze wurde Onogawa im November 1789 zum Yokozuna ernannt. Wie dieser kämpfte er vorher als Sekiwake und wurde nach seiner Ernennung auf der Rangliste (Banzuke) als Ōzeki geführt. Er war 1,78 m groß und 135 kg schwer. In seiner Laufbahn erzielte er insgesamt sieben Turniersiege.
Nach der Abdankung Onogawas im Oktober 1797 gab es für 30 Jahre keinen Yokozuna mehr, obwohl es mit Raiden Tameemon einen geeigneten Kandidaten gegeben hätte, dessen Ernennung jedoch an politischen Rivalitäten scheiterte.